# Servietsky (épisode)
Pour le personnage, voir Servietsky.
Servietsky (Towelie en version originale) est le huitième épisode de la cinquième saison de la série animée South Park, ainsi que le 73e épisode de l'émission.

## Synopsis
Grâce à Cartman, les enfants arrivent à obtenir une console Okama Gamesphere mais celle-ci leur est dérobée par des gens qui tiennent absolument à récupérer Servietsky, une serviette super intelligente qui fume des joints.